# Christophe Cazenove
Christophe Cazenove (Martigues, 16 de juliol de 1969) és un guionista de Còmic francés.
Guionista prolífic al catàleg d'éditions Bamboo, ha destacat realitzant guions sobre oficis (Gendarmes, Bombers, etc.) i per ser el guionista de la sèrie més reeixida de l'editorial, Les Sisters, publicada en valencià-català a la revista Xiulit.